# Phi Leonis
Phi Leonis (74 Leonis) é uma estrela na direção da constelação de Leo. Possui uma ascensão reta de 11h 16m 39.76s e uma declinação de −03° 39′ 05.5″. Sua magnitude aparente é igual a 4.45. Considerando sua distância de 195 anos-luz em relação à Terra, sua magnitude absoluta é igual a 0.56. Pertence à classe espectral A7IVn.